# Human Roots Award
Der Human Roots Award ist ein internationaler Archäologiepreis. Er wurde 2017 gestiftet und wird jährlich von dem Archäologischen Forschungszentrum und Museum für menschliche Verhaltensevolution MONREPOS, Einrichtung des Römisch-Germanischen Zentralmuseums (RGZM), Leibniz-Forschungsinstitut für Archäologie auf Schloss Monrepos bei Neuwied ausgelobt.
Der Preis löst die Rudolf-Virchow-Vorlesung, mit der zwischen 1987 und 2016 jährlich namhafte Forscherpersönlichkeiten der alt- und mittelsteinzeitlichen Archäologie im deutschsprachigen Raum geehrt wurden, ab, und ehrt Archäologen oder Wissenschaftler aus Nachbardisziplinen für Leistungen, die außerordentlichen Einfluss auf das Verständnis der Verhaltensevolution des Menschen genommen haben. Damit unterscheidet sich der Human Roots Award maßgeblich von dem zuvor auf Schloss Monrepos verliehenen wie auch anderen Archäologiepreisen, denn er schlägt eine Brücke zwischen der Archäologie und ihren Nachbardisziplinen und rückt so die Wichtigkeit interdisziplinärer Wissenschaft in den Vordergrund.
Ziel des Human Roots Award ist es, den „interdisziplinären wissenschaftlichen Dialog zu fördern und das öffentliche Bewusstsein für die Relevanz der Erkenntnisse aus der Erforschung der Menschwerdung für die Zukunft der Menschheit zu schaffen“.
Der Preis ist mit 10.000 Euro dotiert, seit 2018 wird das Preisgeld vom Römisch-Germanischen Zentralmuseum getragen. Gründungsstifter des Preisgelds ist Max Otte. Bis zu seinem Tod im Juni 2018 war Irenäus Eibl-Eibesfeldt, Schüler des Nobelpreisträgers Konrad Lorenz und Begründer der Humanethologie, Schirmherr des Human Roots Award. Im Juli 2018 übernahm der erste Preisträger Richard Dawkins die Schirmherrschaft.

## Preisträger
- 2017: Richard Dawkins, Ethologe, Evolutionsbiologe und Autor[10]
- 2018: Steven Pinker, Psychologe und Kognitionswissenschaftler[11]
- 2019: Robin Dunbar, Evolutionspsychologe[12]
- 2022: Michael Tomasello, Anthropologe und Verhaltensforscher[13]
- 2024: Paola Villa, Archäologin